# Spanische Mannschaftsmeisterschaft im Schach 1957
Die spanische Mannschaftsmeisterschaft im Schach 1957 war die zweite Austragung dieses Wettbewerbs. Am Start waren mit Real Madrid (Meister Kastiliens), CA Barcelona (Meister Kataloniens und Titelverteidiger), CA Tarrasa (Vizemeister Kataloniens), CA Peña Rey Ardid Bilbao (Ausrichter) und CA Alcoy (Meister der Provinz Alicante) fünf Mannschaften. Spanischer Mannschaftsmeister wurde die Mannschaft von Real Madrid, die alle Wettkämpfe gewann und den Titelverteidiger CA Barcelona auf den zweiten Platz verwies.

## Modus
Die fünf teilnehmenden Mannschaften spielten ein einfaches Rundenturnier an acht Brettern. Über die Platzierung entschied die Anzahl der Brettpunkte (ein Punkt für einen Sieg, ein halber Punkt für ein Remis, kein Punkt für eine Niederlage).

## Termine und Spielort
Das Turnier wurde vom 28. August bis 1. September im Frontón del Club Deportivo Bilbao ausgetragen.

## Abschlusstabelle
| Pl. | Verein                   | Sp | G | U | V | Brett-P.  |
| --- | ------------------------ | -- | - | - | - | --------- |
| 01. | Real Madrid              | 4  | 4 | 0 | 0 | 25,0:7,0  |
| 02. | CA Barcelona (M)         | 4  | 3 | 0 | 1 | 21,5:10,5 |
| 03. | CA Tarrasa               | 4  | 1 | 1 | 2 | 14,5:17,5 |
| 04. | CA Peña Rey Ardid Bilbao | 4  | 1 | 1 | 2 | 11,5:20,5 |
| 05. | CA Alcoy                 | 4  | 0 | 0 | 4 | 7,5:24,5  |

## Entscheidungen
|     | Spanischer Meister: Real Madrid |
| (M) | Titelverteidiger                |

## Kreuztabelle
| Ergebnisse | Ergebnisse               | 01. | 02. | 03. | 04. | 05. |
| ---------- | ------------------------ | --- | --- | --- | --- | --- |
| 01.        | Real Madrid              |     | 5½  | 5   | 6½  | 8   |
| 02.        | CA Barcelona             | 2½  |     | 5   | 6½  | 7½  |
| 03.        | CA Tarrasa               | 3   | 3   |     | 4   | 4½  |
| 04.        | CA Peña Rey Ardid Bilbao | 1½  | 1½  | 4   |     | 4½  |
| 05.        | CA Alcoy                 | 0   | ½   | 3½  | 3½  |     |

## Die Meistermannschaft
| 1.            | Real Madrid |
| Schachfiguren | Arturo Pomar Salamanca, Román Torán Albero, Jesús Díez del Corral, José Ramón Arrupe Diego de Somonte, Augusto Menvielle Lacourrelle, Esteban Gete Martin, Roldán, Germán López Navarro, Jaime Sicilia Pardo. |